# Ольховка (Брестская область)
Ольхо́вка (бел. Альхоўка, полес. Ольхіўка) — деревня в Кобринском районе Брестской области Белоруссии. Входит в состав Новосёлковского сельсовета.
По данным на 1 января 2016 года население составило 122 человека в 45 домохозяйствах.
В деревне расположен магазин.
В нескольких километрах от Ольховки находятся залежи янтаря.

## География
Деревня расположена в 26 км к юго-западу от города и станции Кобрин, в 62 км к востоку от Бреста, у автодороги М12 Кобрин-Мокраны.

## Геология
Располагается крупное месторождение торфа – Гатце-Осовское. Само по себе оно не очень интересно туристам. Гораздо больше их привлекает другое полезное ископаемое, которое можно найти в этих местах. Речь идет о янтаре, который образовался в те времена, когда эта местность ещё была дном древнего моря.
Именно возле д. Ольховка находятся самые крупные залежи этого камня на территории Беларуси (по крайней мере, те из них, которые удалось разведать на данный момент). Найти кусок янтаря прямо на поверхности в этих местах удается довольно часто. Это может стать захватывающим развлечением, особенно для тех, кто интересуется геологией.

## История
Населённый пункт известен с 1897 года. В разное время население составляло:
- 1897 год: 19 дворов, 190 человек
- 2009 год: 133 человека
- 2016 год[2]: 45 хозяйств, 122 человека
- 2019 год[1]: 97 человек